# Espada de madeira

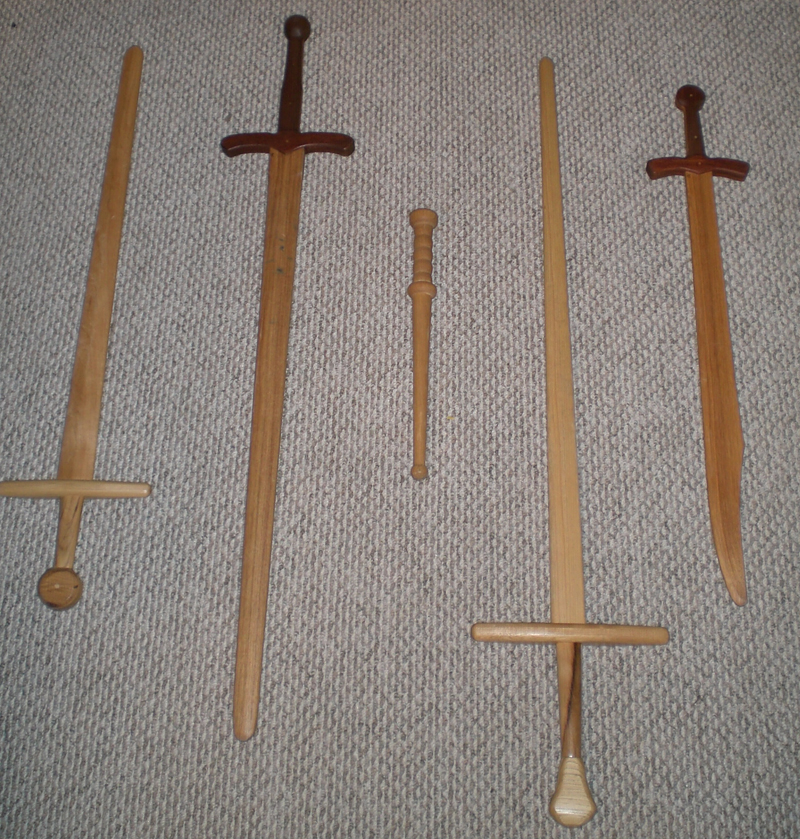
Espadas de madeira.

Uma espada de madeira é uma arma de treino que substitui nas fases de aprendizagem do manejo as armas equivalentes de metal. O uso de madeira torna-se mais económicas e seguras para os aprendizes de esgrima, no treino militar ou em outras artes e desportos de manejo de armas.
Também são usadas nas artes marciais orientais, nas fases de treino. Dois exemplos conhecidos são a bokken e shinai.